# Europawahl in Deutschland 2024
- PARTEI: 2
- Linke: 3
- Tierschutz: 1
- BSW: 6
- SPD: 14
- Grüne: 12
- PdF: 1
- Volt: 3
- ÖDP: 1
- FW: 3
- FDP: 5
- Familie: 1
- CDU: 23
- CSU: 6
- AfD: 15

- Linke: 4
- S&D: 14
- G/EFA: 15
- RE: 8
- EVP: 31
- ESN: 14
- NI: 10

Die Europawahl in Deutschland 2024 war die zehnte Direktwahl zum Europäischen Parlament in Deutschland. Sie fand am 9. Juni 2024 als Teil der EU-weiten Europawahl 2024 statt. In Deutschland wurden 96 der 720 Abgeordneten des Europäischen Parlaments gewählt. Die Wahlbeteiligung betrug in Deutschland 64,7 Prozent. 2019 betrug die Wahlbeteiligung 61,4 Prozent.
Parallel zur Europawahl fanden weitere Wahlen auf Kommunalebene statt.

## Wahlrecht

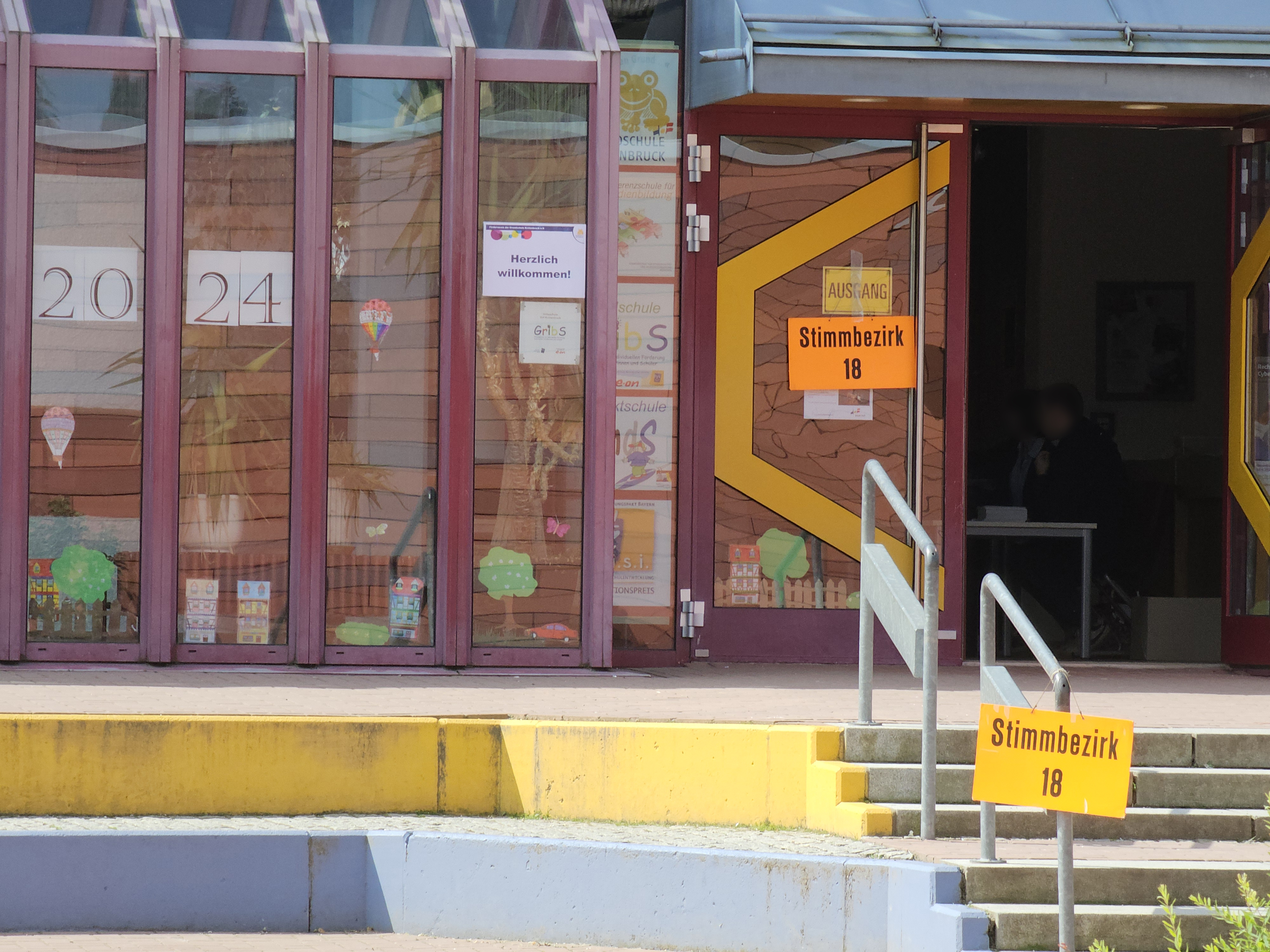
An Wahlstandorten wie der Grundschule Krötenbruck in Hof (Saale) konnte gewählt werden.

### Wahlberechtigung
Aktiv wahlberechtigt waren Deutsche und in Deutschland lebende ausländische Unionsbürger, sofern sie mindestens 16 Jahre alt waren, seit mindestens drei Monaten ihre Wohnung oder sonstigen gewöhnlichen Aufenthalt in der EU hatten und nicht infolge Richterspruchs vom Wahlrecht ausgeschlossen waren. Das Wählbarkeitsalter lag bei 18 Jahren. Deutsche mit Wohnung in Deutschland wurden automatisch ins Wählerverzeichnis eingetragen. Dies geschah auch bei EU-Ausländern mit Wohnung in Deutschland, die bei der letzten Europawahl in Deutschland im Wählerverzeichnis eingetragen waren. Die übrigen Wahlberechtigten konnten nur wählen, wenn sie auf ihren Antrag ins Wählerverzeichnis aufgenommen wurden.
EU-Ausländer in Deutschland hatten dabei eidesstattlich zu versichern, ihr aktives Wahlrecht nur einmal, in diesem Fall in Deutschland, auszuüben. Auch Menschen, die eine Mehrfachstaatsbürgerschaft hatten, durften nur in einem der EU-Mitgliedstaaten ihre Stimme abgeben; eine Stimmabgabe in mehreren EU-Ländern ist eine Straftat.

### Wahlsystem
Eine Partei oder sonstige politische Vereinigung kann eine Bundesliste oder Landeslisten für die einzelnen Bundesländer einreichen. Üblicherweise kandidieren CDU und CSU mit Landeslisten, nahezu alle anderen Parteien mit einer Bundesliste. Listen müssen bis zum 83. Tag vor der Wahl bis 18 Uhr eingereicht werden. Bundesweite Listen müssen von 4000 Wahlberechtigten, Landeslisten von einem Promille, maximal jedoch 2000 Wahlberechtigten des jeweiligen Bundeslandes unterzeichnet worden sein (§ 9 Abs. 5 EuWG). Von der Pflicht zur Einreichung von Unterstützungsunterschriften ausgenommen sind Parteien, die im Deutschen Bundestag, einem Landtag oder dem Europäischen Parlament seit dessen letzter Wahl mit mindestens fünf Abgeordneten vertreten sind.
Die Sitze werden gemäß ihrer bundesweiten Stimmenzahlen nach dem Sainte-Laguë-Verfahren proportional verteilt auf die Parteien und sonstigen politischen Vereinigungen. Tritt diese mit Landeslisten an, werden die erzielten Sitze nach demselben Verfahren auf ihre Landeslisten verteilt. Die der Liste zugefallenen Sitze besetzten ihre Bewerber in der dort festgelegten Reihenfolge.
Wie bei den voran gegangenen Europawahlen gab es keine Sperrklausel. Eine auf europäischer Ebene geplante Einführung einer Sperrklausel wird frühestens für die Wahl 2029 erfolgen. Die faktische Hürde für einen Sitz lag bei etwa 0,5 % der Stimmen.

## Parteien

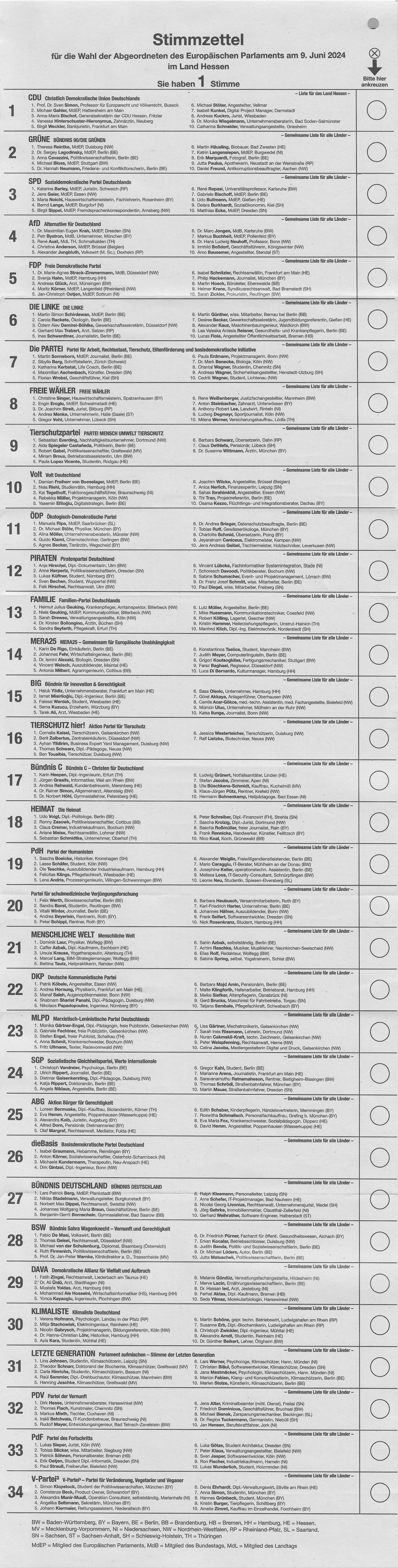
Stimmzettel für die Wahl zum Europäischen Parlament im Land Hessen

Die Wahlvorschläge von 35 Parteien und sonstigen politischen Vereinigungen wurden zugelassen. Sie kandidierten mit Ausnahme von CDU und CSU alle mit einer Bundesliste.
| Partei | Partei                                                                                        | Kurzbezeichnung     | Europäische Partei | Ergebnis 2019 | MdEP vor der Wahl | Fraktion     | Erstplatzierter in der Liste       | Wahlprogramm                                                                                      |
| ------ | --------------------------------------------------------------------------------------------- | ------------------- | ------------------ | ------------- | ----------------- | ------------ | ---------------------------------- | ------------------------------------------------------------------------------------------------- |
|        | Christlich Demokratische Union Deutschlands                                                   | CDU                 | EVP                | 22,6 %        | 23                | EVP          | (15 Landeslisten, nicht in Bayern) | Mit Sicherheit Europa. Für ein Europa, das schützt und nützt.                                     |
|        | Bündnis 90/Die Grünen                                                                         | GRÜNE               | EGP                | 20,5 %        | 21                | Grüne/EFA    | Terry Reintke                      | Was uns schützt.                                                                                  |
|        | Sozialdemokratische Partei Deutschlands                                                       | SPD                 | SPE                | 15,8 %        | 16                | S&D          | Katarina Barley                    | Gemeinsam für ein starkes Europa.                                                                 |
|        | Alternative für Deutschland                                                                   | AfD                 | IDP                | 11,0 %        | 9                 | (a)          | Maximilian Krah                    | Europa neu denken!                                                                                |
|        | Christlich-Soziale Union in Bayern                                                            | CSU                 | EVP                | 6,3 %         | 6                 | EVP          | Manfred Weber (nur in Bayern)      | Mit Sicherheit Europa. Für ein Europa, das schützt und nützt.                                     |
|        | Die Linke                                                                                     | DIE LINKE           | EL                 | 5,5 %         | 5                 | GUE/NGL      | Martin Schirdewan                  | Zeit für Gerechtigkeit. Zeit für Haltung. Zeit für Frieden.                                       |
|        | Freie Demokratische Partei                                                                    | FDP                 | ALDE               | 5,4 %         | 5                 | Renew        | Marie-Agnes Strack-Zimmermann      | Europa. Einfach. Machen. Entfesseln wir Europas Energie für mehr Freiheit und mehr Wohlstand.     |
|        | Partei für Arbeit, Rechtsstaat, Tierschutz, Elitenförderung und basisdemokratische Initiative | Die PARTEI          | —                  | 2,4 %         | 1                 | fraktionslos | Martin Sonneborn                   | Europawahlprogramm 2024.                                                                          |
|        | Freie Wähler                                                                                  | FREIE WÄHLER        | EDP                | 2,2 %         | 2                 | Renew        | Christine Singer                   | Starkes Deutschland in Europa.                                                                    |
|        | Partei Mensch Umwelt Tierschutz                                                               | Tierschutzpartei    | APEU               | 1,4 %         | —                 | —            | Sebastian Everding                 | Europa wählt Mitgefühl.                                                                           |
|        | Ökologisch-Demokratische Partei                                                               | ÖDP                 | —                  | 1,0 %         | 1                 | Grüne/EFA    | Manuela Ripa                       | Die Naturschutzpartei. Erstaunlich ehrlich.                                                       |
|        | Familien-Partei Deutschlands                                                                  | FAMILIE             | ECPM               | 0,7 %         | 1                 | EVP          | Helmut Geuking                     | Ich wähle Familie.                                                                                |
|        | Volt Deutschland                                                                              | Volt                | Volt               | 0,7 %         | 1                 | Grüne/EFA    | Damian Boeselager                  | Trau dich Europa.                                                                                 |
|        | Piratenpartei Deutschland                                                                     | PIRATEN             | PPEU               | 0,7 %         | 1                 | Grüne/EFA    | Anja Hirschel                      | Gemeinsames europäisches Wahlprogramm zur Europawahl 2024.                                        |
|        | MERA25 – Gemeinsam für Europäische Unabhängigkeit                                             | MERA25              | DiEM25             | 0,3 %         | —                 | —            | Karin De Rigo                      | Gemeinsam für Europäische Unabhängigkeit.                                                         |
|        | Die Heimat                                                                                    | HEIMAT              | APF                | 0,3 %         | —                 | —            | Udo Voigt                          | —                                                                                                 |
|        | Aktion Partei für Tierschutz                                                                  | TIERSCHUTZ hier!    | —                  | 0,3 %         | —                 | —            | Cornelia Keisel                    | Programm zur Europawahl 2024.                                                                     |
|        | Partei für schulmedizinische Verjüngungsforschung                                             | —                   | —                  | 0,2 %         | —                 | —            | Felix Werth                        | Wahlprogramm der Partei für schulmedizinische Verjüngungsforschung für die Europawahl 2024.       |
|        | Bündnis für Innovation & Gerechtigkeit                                                        | BIG                 | FPP                | 0,2 %         | —                 | —            | Haluk Yildiz                       | THINK BIG: für ein rassismusfreies und gerechtes Europa!                                          |
|        | Bündnis C – Christen für Deutschland                                                          | Bündnis C           | ECPM               | 0,2 %         | —                 | —            | Karin Heepen                       | Frieden in Einheit mit starken Nationen.                                                          |
|        | Partei der Humanisten                                                                         | PdH                 | —                  | 0,2 %         | —                 | —            | Sascha Boelcke                     | Neue Politik für Dich.                                                                            |
|        | Menschliche Welt                                                                              | MENSCHLICHE WELT    | —                  | 0,1 %         | —                 | —            | Dominik Laur                       | Politik für dein Wohl und das Wohl aller.                                                         |
|        | Deutsche Kommunistische Partei                                                                | DKP                 | —                  | 0,1 %         | —                 | —            | Patrik Köbele                      | Gemeinsam kämpfen – für Frieden, Arbeit und unsere demokratischen Rechte                          |
|        | Marxistisch-Leninistische Partei Deutschlands                                                 | MLPD                | —                  | 0,0 %         | —                 | —            | Monika Gärtner-Engel               | 10-Punkte-Programm zur Europa-Wahl.                                                               |
|        | Sozialistische Gleichheitspartei, Vierte Internationale                                       | SGP                 | —                  | 0,0 %         | —                 | —            | Christoph Vandreier                | Für eine europäische Bewegung gegen Kapitalismus und Krieg.                                       |
|        | Aktion Bürger für Gerechtigkeit                                                               | ABG                 | —                  | —             | —                 | —            | Loreen Bermuske                    | Wahlprogramm für die Europawahl 2024.                                                             |
|        | Basisdemokratische Partei Deutschland                                                         | dieBasis            | —                  | —             | —                 | —            | Isabel Graumann                    | Für ein Europa der Menschen, Regionen und Nationen in kultureller Vielfalt, Frieden und Freiheit. |
|        | Bündnis Deutschland                                                                           | BÜNDNIS DEUTSCHLAND | —                  | —             | 1                 | EKR          | Lars Patrick Berg                  | #Grenzensetzen – Europa erneuern.                                                                 |
|        | Bündnis Sahra Wagenknecht – Vernunft und Gerechtigkeit                                        | BSW                 | —                  | —             | —                 | —            | Fabio De Masi                      | Ein unabhängiges Europa souveräner Demokratien – friedlich und gerecht!                           |
|        | Demokratische Allianz für Vielfalt und Aufbruch                                               | DAVA                | —                  | —             | —                 | —            | Fatih Zingal                       | Gemeinsam stark. Miteinander vereint!                                                             |
|        | Klimaliste Deutschland                                                                        | KLIMALISTE          | —                  | —             | —                 | —            | Verena Hofmann                     | Wahlprogramm.                                                                                     |
|        | Parlament aufmischen – Stimme der Letzten Generation                                          | LETZTE GENERATION   | —                  | —             | —                 | —            | Lina Johnsen                       | Forderungen.                                                                                      |
|        | Partei der Vernunft                                                                           | PDV                 | EPIL               | —             | —                 | —            | Dirk Hesse                         | Weniger EU. Mehr DU!                                                                              |
|        | Partei des Fortschritts                                                                       | PdF                 | —                  | —             | —                 | —            | Lukas Sieper                       | Ideen statt Ideologien.                                                                           |
|        | V-Partei³ – Partei für Veränderung, Vegetarier und Veganer                                    | V-Partei³           | —                  | —             | —                 | —            | Simon Klopstock                    | Planet V statt Planet B.                                                                          |

## Fernsehformate
Im deutschen Fernsehen fanden die folgenden Formate mit den deutschen Spitzenkandidaten bzw. Kandidaten auf der nationalen Ebene statt:
| Datum        | Titel                                             | Sender    | Moderation                | CDU            | CSU           | SPD             | Grüne         | AfD       | FDP                           | Linke             | BSW           |
| ------------ | ------------------------------------------------- | --------- | ------------------------- | -------------- | ------------- | --------------- | ------------- | --------- | ----------------------------- | ----------------- | ------------- |
| 30. Mai 2024 | „Wie geht’s, Europa? – Der große Kandidatencheck“ | ZDF       | Dunja Hayali, Mitri Sirin | Daniel Caspary | Manfred Weber | Katarina Barley | Terry Reintke | René Aust | Marie-Agnes Strack-Zimmermann | Martin Schirdewan | Fabio De Masi |
| 6. Juni 2024 | „Wahlarena 2024 Europa“                           | Das Erste | Gunnar Breske, Ellen Ehni | Daniel Caspary | Manfred Weber | Katarina Barley | Terry Reintke | René Aust | Marie-Agnes Strack-Zimmermann | Martin Schirdewan | Fabio De Masi |

Eine Einladung zur Teilnahme an der vom Westdeutschen Rundfunk (WDR) auszurichtenden Sendung „Wahlarena 2024 Europa“ im Ersten am 6. Juni 2024 war nicht an das BSW ergangen. Hiergegen klagte die Partei sich durch mehrere Verwaltungsgerichtsinstanzen, um so eine Teilnahme zu erzwingen. Der WDR begründete seine Nichteinladung damit, dass nur Vertreter von bereits nennenswert im Europäischen Parlament vertretenen Parteien eingeladen würden. Am 29. Mai 2024 entschied das Verwaltungsgericht Köln erstinstanzlich zugunsten des WDR. Am 5. Juni 2024 entschied dagegen das Oberverwaltungsgericht für das Land Nordrhein-Westfalen letztinstanzlich im Eilverfahren, dass ein Vertreter des BSW zu dieser Sendung einzuladen sei. Das Oberverwaltungsgericht begründete seine Entscheidung unter anderem damit, dass die Partei „über eine Struktur [verfügt], die es ihr erlaubt, bereits in ihrem Gründungsjahr neben der Europawahl an verschiedenen Kommunal- und Landtagswahlen mit entsprechenden Erfolgsaussichten teilzunehmen“, sich zudem in einem „Umfragekorridor“ von 4 bis 7 Prozent bewege und ihr damit zum Teil bessere Wahlchancen als den Parteien FDP und Die Linke attestiert würden und auch, dass in der Sendung hauptsächlich zukunftsgerichtete Fragen von Bürgern zu erwarten seien.

## Wahlentscheidungshilfen
Einige Wochen vor der Wahl wurden Wahlentscheidungshilfen freigeschaltet. Der von der Bundeszentrale für politische Bildung (bpb) betriebene Wahl-O-Mat ging am 7. Mai 2024 online. Am Tag seiner Veröffentlichung testeten Vertreter aller im Europäischen Parlament sitzenden deutschen Parteien das Angebot. Die Redaktion des Wahl-O-Mat bestand aus Jungwählern, Experten aus Wissenschaft und Bildung sowie Verantwortlichen der Bundeszentrale für politische Bildung.
Fast gleichzeitig wurde das Alternativangebot WahlSwiper online zur Verfügung gestellt. Die Wahlhilfe wird vom gemeinnützigen Verein VoteSwiper finanziert, der seit 2017 mit der Albert-Ludwigs-Universität Freiburg kooperiert. 36 Fragen wurden von einem 20-köpfigen Team der Universitäten Freiburg, Mailand und Salzburg unter der Federführung des Politikwissenschaftlers Uwe Wagschal entwickelt.
Verschiedene Gruppen und Interessenverbände veröffentlichten alternative Angebote zum Wahl-O-Mat.

## Umfragen

### Im Bund
| Institut                | Datum      | CDU/CSU | Grüne  | SPD    | AfD    | Linke | FDP   | PARTEI | FW    | Tier  | Volt  | Piraten | BSW   | Sonst. |
| ----------------------- | ---------- | ------- | ------ | ------ | ------ | ----- | ----- | ------ | ----- | ----- | ----- | ------- | ----- | ------ |
| Europawahl 2024         | 09.06.2024 | 30,0 %  | 11,9 % | 13,9 % | 15,9 % | 2,7 % | 5,2 % | 1,9 %  | 2,7 % | 1,4 % | 2,6 % | 0,5 %   | 6,2 % | 5,1 %  |
| Ipsos                   | 07.06.2024 | 30 %    | 15 %   | 15 %   | 14 %   | 3 %   | 5 %   | —      | 3 %   | —     | —     | —       | 7 %   | 8 %    |
| Forschungsgruppe Wahlen | 06.06.2024 | 30 %    | 14 %   | 14 %   | 14 %   | 3 %   | 4 %   | —      | —     | —     | 3 %   | —       | 7 %   | 11 %   |
| INSA                    | 01.06.2024 | 29 %    | 13 %   | 14 %   | 16 %   | 3 %   | 4 %   | —      | 3 %   | —     | —     | —       | 7 %   | 11 %   |
| Forschungsgruppe Wahlen | 30.05.2024 | 30 %    | 15 %   | 14 %   | 14 %   | 4 %   | 4 %   | —      | —     | —     | —     | —       | 6 %   | 13 %   |
| Infratest dimap         | 30.05.2024 | 29 %    | 14 %   | 15 %   | 14 %   | 3 %   | 4 %   | —      | 3 %   | —     | —     | —       | 6 %   | 12 %   |
| INSA                    | 25.05.2024 | 30 %    | 13 %   | 14 %   | 17 %   | 3 %   | 4 %   | —      | 3 %   | —     | —     | —       | 7 %   | 9 %    |
| YouGov                  | 24.05.2024 | 29 %    | 15 %   | 16 %   | 20 %   | 4 %   | 4 %   | —      | —     | —     | —     | —       | 6 %   | 6 %    |
| Forschungsgruppe Wahlen | 17.05.2024 | 31 %    | 15 %   | 14 %   | 15 %   | 3 %   | 4 %   | —      | —     | —     | —     | —       | 5 %   | 13 %   |
| INSA                    | 16.05.2024 | 29 %    | 13 %   | 15,5 % | 17 %   | 4 %   | 4 %   | —      | 3 %   | 2 %   | —     | —       | 7 %   | 5,5 %  |
| Infratest dimap         | 02.05.2024 | 30 %    | 15 %   | 14 %   | 15 %   | —     | 4 %   | —      | —     | —     | —     | —       | 7 %   | 15 %   |
| INSA                    | 27.04.2024 | 29 %    | 13 %   | 16 %   | 17 %   | 4 %   | 4 %   | —      | 3 %   | —     | —     | —       | 7 %   | 7 %    |
| Forschungsgruppe Wahlen | 26.04.2024 | 30 %    | 17 %   | 15 %   | 15 %   | 3 %   | 3 %   | —      | —     | —     | —     | —       | 4 %   | 13 %   |
| Forschungsgruppe Wahlen | 12.04.2024 | 30 %    | 15 %   | 16 %   | 16 %   | 3 %   | 3 %   | —      | —     | —     | —     | —       | 5 %   | 12 %   |
| INSA                    | 10.04.2024 | 28,5 %  | 11,5 % | 16,5 % | 19 %   | 4 %   | 5 %   | —      | 3 %   | 2 %   | —     | —       | 6,5 % | 4 %    |
| Ipsos                   | 19.03.2024 | 29 %    | 16 %   | 17 %   | 16 %   | 4 %   | 4 %   | —      | 3 %   | —     | —     | —       | 7 %   | 4 %    |
| Forsa                   | 13.03.2024 | 34 %    | 14 %   | 16 %   | 15 %   | 2 %   | 3 %   | —      | 3 %   | —     | —     | —       | 4 %   | 9 %    |
| INSA                    | 13.03.2024 | 28,5 %  | 11 %   | 16 %   | 20 %   | 4,5 % | 6 %   | 1 %    | 2,5 % | 2 %   | 0,5 % | 0,5 %   | 5,5 % | 2 %    |
| Stack Data Strategy     | 29.02.2024 | 25,3 %  | 9,8 %  | 16,5 % | 15,1 % | 2,7 % | 6,0 % | 3,2 %  | 4,3 % | 3,1 % | 1,3 % | 1,2 %   | 9,3 % | 2,2 %  |
| INSA                    | 13.02.2024 | 27 %    | 10,5 % | 16 %   | 22 %   | 4,5 % | 3 %   | 1 %    | 3,5 % | 3 %   | 1 %   | 1 %     | 5,5 % | 2 %    |
| Portland Communications | 12.02.2024 | 29 %    | 13 %   | 16 %   | 17 %   | 3 %   | 5 %   | 1 %    | 3 %   | 3 %   | 1 %   | 1 %     | 6 %   | 2 %    |
| INSA                    | 31.07.2023 | 26 %    | 15 %   | 19 %   | 23 %   | 5 %   | 7 %   | —      | —     | —     | —     | —       | —     | 6 %    |
| Europawahl 2019         | 26.05.2019 | 28,9 %  | 20,5 % | 15,8 % | 11,0 % | 5,5 % | 5,4 % | 2,4 %  | 2,2 % | 1,4 % | 0,7 % | 0,7 %   | —     | 5,5 %  |

### West- und Ostdeutschland

#### Westdeutschland
| Institut        | Datum      | Union  | Grüne  | SPD    | AfD    | FDP   | Linke | BSW   | Sonst. |
| --------------- | ---------- | ------ | ------ | ------ | ------ | ----- | ----- | ----- | ------ |
| Europawahl 2024 | 09.06.2024 | 32,1 % | 13,2 % | 15,0 % | 13,0 % | 5,7 % | 2,2 % | 4,4 % | 14,4 % |
| INSA            | 10.04.2024 | 31 %   | 12 %   | 18 %   | 17 %   | 5 %   | 3 %   | 3 %   | 9 %    |
| Europawahl 2019 | 26.05.2019 | 30,5 % | 22,5 % | 16,6 % | 8,8 %  | 5,6 % | 3,8 % | —     | 11,8 % |

#### Ostdeutschland
| Institut        | Datum      | CDU    | AfD    | Linke  | SPD    | Grüne  | FDP   | BSW    | Sonst. |
| --------------- | ---------- | ------ | ------ | ------ | ------ | ------ | ----- | ------ | ------ |
| Europawahl 2024 | 09.06.2024 | 20,1 % | 28,7 % | 5,3 %  | 9,3 %  | 6,3 %  | 2,6 % | 14,0 % | 13,7 % |
| INSA            | 10.04.2024 | 19 %   | 28 %   | 8 %    | 11 %   | 9 %    | 4 %   | 11 %   | 10 %   |
| Europawahl 2019 | 26.05.2019 | 21,5 % | 21,1 % | 13,4 % | 12,2 % | 11,6 % | 4,4 % | —      | 15,8 % |

### Sonntagsfragen in einzelnen Bundesländern

#### Bayern
| Institut        | Datum      | CSU    | Grüne  | SPD   | AfD    | FW    | FDP   | ÖDP   | Linke | PARTEI | Tier  | BSW   | Sonst. |
| --------------- | ---------- | ------ | ------ | ----- | ------ | ----- | ----- | ----- | ----- | ------ | ----- | ----- | ------ |
| Europawahl 2024 | 09.06.2024 | 39,7 % | 11,8 % | 8,9 % | 12,6 % | 6,8 % | 3,9 % | 1,9 % | 1,4 % | 1,6 %  | 1,0 % | 3,8 % | 6,6 %  |
| Infratest dimap | 08.05.2024 | 41 %   | 14 %   | 9 %   | 12 %   | 9 %   | —     | —     | —     | —      | —     | 3 %   | 12 %   |
| GMS             | 07.05.2024 | 43 %   | 12 %   | 9 %   | 14 %   | 9 %   | 2 %   | 1 %   | 1 %   | —      | —     | 4 %   | 5 %    |
| GMS             | 06.02.2024 | 43 %   | 11 %   | 8 %   | 16 %   | 10 %  | 2 %   | —     | 1 %   | —      | —     | 4 %   | 5 %    |
| Infratest dimap | 17.01.2024 | 43 %   | 13 %   | 8 %   | 13 %   | 9 %   | —     | —     | —     | —      | —     | 3 %   | 11 %   |
| GMS             | 03.01.2024 | 42 %   | 13 %   | 7 %   | 17 %   | 10 %  | 3 %   | —     | 1 %   | —      | —     | —     | 7 %    |
| Europawahl 2019 | 26.05.2019 | 40,7 % | 19,1 % | 9,3 % | 8,5 %  | 5,3 % | 3,4 % | 3,1 % | 2,4 % | 2,0 %  | 1,2 % | —     | 5,1 %  |

#### Mecklenburg-Vorpommern
| Institut        | Datum      | CDU    | AfD    | SPD    | Linke  | Grüne  | FDP   | BSW    | Sonst. |
| --------------- | ---------- | ------ | ------ | ------ | ------ | ------ | ----- | ------ | ------ |
| Europawahl 2024 | 09.06.2024 | 21,5 % | 28,3 % | 10,3 % | 4,9 %  | 4,8 %  | 2,6 % | 16,4 % | 11,2 % |
| Forsa           | 15.05.2024 | 20 %   | 25 %   | 14 %   | 5 %    | 8 %    | 3 %   | 15 %   | 10 %   |
| Europawahl 2019 | 26.05.2019 | 24,5 % | 17,7 % | 15,6 % | 13,9 % | 10,8 % | 3,9 % | —      | 13,6 % |

#### Nordrhein-Westfalen
| Institut        | Datum      | CDU    | Grüne  | SPD    | AfD    | FDP   | Linke | PARTEI | Tier  | BSW   | Sonst. |
| --------------- | ---------- | ------ | ------ | ------ | ------ | ----- | ----- | ------ | ----- | ----- | ------ |
| Europawahl 2024 | 09.06.2024 | 31,2 % | 13,5 % | 17,2 % | 12,6 % | 6,3 % | 2,1 % | 2,0 %  | 1,7 % | 4,4 % | 9 %    |
| Forsa           | 27.03.2024 | 34 %   | 17 %   | 18 %   | 12 %   | 4 %   | 2 %   | —      | —     | 4 %   | 9 %    |
| Europawahl 2019 | 26.05.2019 | 27,9 % | 23,2 % | 19,2 % | 8,5 %  | 6,7 % | 4,2 % | 2,3 %  | 1,5 % | —     | 6,5 %  |

#### Rheinland-Pfalz
| Institut        | Datum      | CDU    | SPD    | Grüne  | AfD    | FDP   | Linke | FW    | PARTEI | Tier  | BSW   | Sonst. |
| --------------- | ---------- | ------ | ------ | ------ | ------ | ----- | ----- | ----- | ------ | ----- | ----- | ------ |
| Europawahl 2024 | 09.06.2024 | 30,7 % | 17,5 % | 9,3 %  | 14,7 % | 5,9 % | 1,7 % | 5,2 % | 1,7 %  | 1,5 % | 4,7 % | 7,1 %  |
| Infratest dimap | 16.05.2024 | 34 %   | 20 %   | 12 %   | 11 %   | 4 %   | —     | 7 %   | —      | —     | 4 %   | 10 %   |
| Europawahl 2019 | 26.05.2019 | 31,3 % | 21,3 % | 16,7 % | 9,8 %  | 5,8 % | 3,1 % | 2,9 % | 2,1 %  | 1,5 % | —     | 5,5 %  |

## Angriffe auf Kandidaten und Wahlkampfhelfer

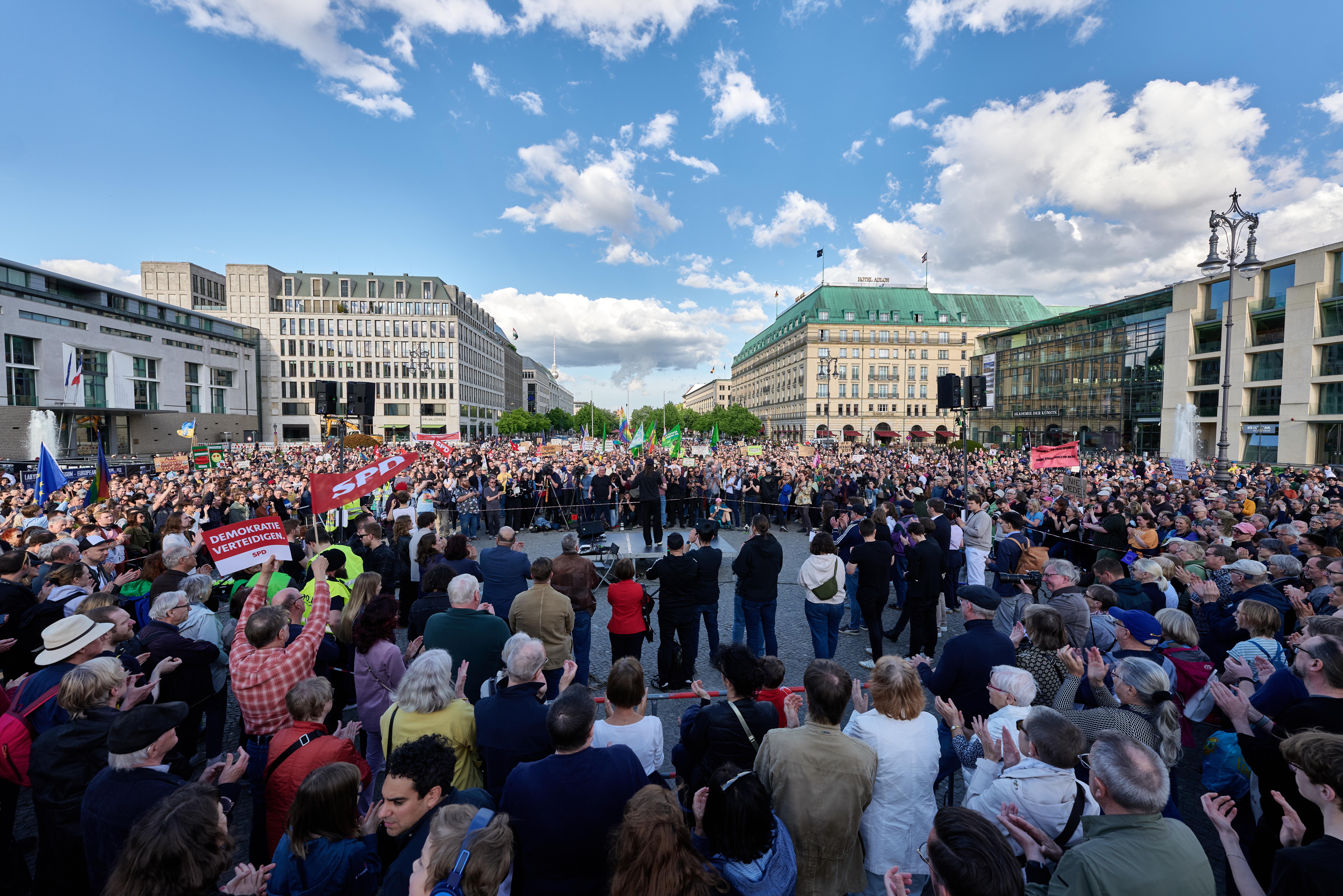
Kundgebung am 5. Mai 2024 auf dem Pariser Platz in Berlin als Protest gegen die Angriffe

In der letzten Aprilwoche 2024 wurden Wahlkampfhelfer von Grünen, AfD, Volt und Linkspartei beim Anbringen von Wahlplakaten angegriffen und teils verletzt.
Am 3. Mai 2024 wurde Matthias Ecke (SPD) beim Plakatieren für die Europawahl 2024 in Dresden-Striesen attackiert. Er erlitt eine Fraktur der Augenhöhle, die operiert wurde. Der Staatsschutz übernahm die Ermittlungen, weil von einer politisch motivierten Tat auszugehen war. Kurz vorher war an derselben Stelle bereits ein Wahlkampfhelfer von Bündnis 90/Die Grünen beim Plakatieren angegriffen worden. Am 5. Mai 2024 stellte sich ein 17-Jähriger und gab den Angriff auf Ecke zu. Daraufhin konnten auch die drei weiteren Beschuldigten ausgemacht werden. Laut Medienberichten stammten die Tatverdächtigen aus dem Umfeld der Elblandrevolte, einer NPD-nahen Jugendgruppierung.
Nach dem Vorfall in Dresden riefen die Bündnisse „Zusammen gegen Rechts“ und „Wir sind die Brandmauer Dresden“ zu Demonstrationen in Dresden und Berlin am 5. Mai 2024 auf. In Dresden versammelten sich daraufhin 3000 Teilnehmer, die nach dem Angriff Solidarität bekundeten; die Demonstration stand unter dem Motto „Gewalt hat keinen Platz in unserer Demokratie“.
Am 4. Mai 2024 wurde Holger Kühnlenz, ein niedersächsischer Landtagsabgeordneter der AfD, in Nordhorn mit Eiern beworfen und durch einen Schlag ins Gesicht leicht verletzt. Zudem wurde ein Wahlkampfstand der AfD in Dresden beschädigt.
Am 24. Mai 2024 wurde in Bautzen eine Familie beim Aufhängen von Wahlplakaten der Partei Volt von vier Männern bedrängt und bedroht.
Am 4. Juni 2024 wurden in Magdeburg zwei AfD-Wahlkampfhelfer von einem Mann beleidigt und bespuckt. Bei einem der Geschädigten handelt es sich um den Landtagsabgeordneten Jan Moldenhauer. Die Polizei nahm Ermittlungen gegen den 33-jährigen Tatverdächtigen auf.
Am 7. Juni wurde in Bargteheide ein Feuerwerkskörper in eine SPD-Wahlkampfgruppe geworfen, die u. a. aus Bengt Bergt und EU-Kandidat Fabian Vehlies bestand.
Am 8. Juni wurden zwei AfD-Politiker in Karlsruhe nach der Abschlusskundgebung für den Europawahlkampf von einer Gruppe Vermummter angegriffen und verletzt, in Dresden wurde der AfD-Politiker Hans-Jürgen Zickler in Dresden geschlagen.

## Ergebnis

Stimmenstärkste Partei in den Landkreisen

Wahlbeteiligung in den Landkreisen

Bei der Wahl gaben 64,7 Prozent der Wahlberechtigten ihre Stimme ab. Die Wahlbeteiligung stieg damit um über drei Prozentpunkte im Vergleich zur Vorwahl, lag aber weiterhin deutlich niedriger als die Wahlbeteiligung bei vergangenen Bundestagswahlen. Der Anteil der Briefwählenden betrug bei der Europawahl bundesweit 37,7 Prozent. Auch dieser Wert bedeutete einen neuen Spitzenwert für Europawahlen in Deutschland, wenngleich er niedriger als bei der vergangenen Bundestagswahl lag. In den Bundesländern Bayern (53,7 %) und Rheinland-Pfalz (52,2 %) gaben mehr als die Hälfte der Wähler über diese Weise ihre Stimme ab.
| Listen                         | Listen | Stimmen    | %    | +/-  | Mandate | +/- |
| ------------------------------ | --- | ---------- | ---- | ---- | ------- | --- |
|                                | Christlich Demokratische Union Deutschlands (CDU)                                                          | 9.435.636  | 23,7 | ▲1,1 | 23      | ▬   |
|                                | Alternative für Deutschland (AfD)                                                                          | 6.325.890  | 15,9 | ▲4,9 | 15      | ▲4  |
|                                | Sozialdemokratische Partei Deutschlands (SPD)                                                              | 5.551.545  | 13,9 | ▼1,9 | 14      | ▼2  |
|                                | Bündnis 90/Die Grünen (GRÜNE)                                                                              | 4.738.227  | 11,9 | ▼8,6 | 12      | ▼9  |
|                                | Christlich-Soziale Union in Bayern (CSU)                                                                   | 2.513.481  | 6,3  | ▬    | 6       | ▬   |
|                                | Bündnis Sahra Wagenknecht – Vernunft und Gerechtigkeit (BSW)                                               | 2.456.460  | 6,2  | Neu  | 6       | Neu |
|                                | Freie Demokratische Partei (FDP)                                                                           | 2.061.334  | 5,2  | ▼0,2 | 5       | ▬   |
|                                | Die Linke (DIE LINKE)                                                                                      | 1.091.586  | 2,7  | ▼2,8 | 3       | ▼2  |
|                                | Freie Wähler (FREIE WÄHLER)                                                                                | 1.062.437  | 2,7  | ▲0,5 | 3       | ▲1  |
|                                | Volt Deutschland (Volt)                                                                                    | 1.023.681  | 2,6  | ▲1,9 | 3       | ▲2  |
|                                | Partei für Arbeit, Rechtsstaat, Tierschutz, Elitenförderung und basisdemokratische Initiative (Die PARTEI) | 775.636    | 1,9  | ▼0,5 | 2       | ▬   |
|                                | Partei Mensch Umwelt Tierschutz (Tierschutzpartei)                                                         | 570.777    | 1,4  | ▬    | 1       | ▬   |
|                                | Ökologisch-Demokratische Partei (ÖDP)                                                                      | 257.975    | 0,6  | ▼0,3 | 1       | ▬   |
|                                | Familien-Partei Deutschlands (FAMILIE)                                                                     | 244.030    | 0,6  | ▼0,1 | 1       | ▬   |
|                                | Partei des Fortschritts (PdF)                                                                              | 228.148    | 0,6  | Neu  | 1       | Neu |
|                                | Piratenpartei Deutschland (PIRATEN)                                                                        | 186.683    | 0,5  | ▼0,2 | –       | ▼1  |
|                                | Aktion Partei für Tierschutz (TIERSCHUTZ hier!)                                                            | 173.492    | 0,4  | ▲0,2 | –       | ▬   |
|                                | Bündnis Deutschland (BÜNDNIS DEUTSCHLAND)                                                                  | 163.272    | 0,4  | Neu  | –       | Neu |
|                                | Demokratische Allianz für Vielfalt und Aufbruch (DAVA)                                                     | 148.496    | 0,4  | Neu  | –       | Neu |
|                                | MERA25 – Gemeinsam für Europäische Unabhängigkeit (MERA25)                                                 | 118.633    | 0,3  | ▼0,1 | –       | ▬   |
|                                | Parlament aufmischen – Stimme der Letzten Generation (LETZTE GENERATION)                                   | 104.386    | 0,3  | Neu  | –       | Neu |
|                                | Basisdemokratische Partei Deutschland (dieBasis)                                                           | 99.478     | 0,2  | Neu  | –       | Neu |
|                                | Partei der Humanisten (PdH)                                                                                | 82.248     | 0,2  | ▬    | –       | ▬   |
|                                | Bündnis C – Christen für Deutschland (Bündnis C)                                                           | 75.093     | 0,2  | ▬    | –       | ▬   |
|                                | V-Partei³ – Partei für Veränderung, Vegetarier und Veganer (V-Partei³)                                     | 55.417     | 0,1  | Neu  | –       | Neu |
|                                | Menschliche Welt (MENSCHLICHE WELT)                                                                        | 54.174     | 0,1  | ▬    | –       | ▬   |
|                                | Die Heimat (HEIMAT)                                                                                        | 40.968     | 0,1  | ▼0,2 | –       | ▬   |
|                                | Klimaliste Deutschland (KLIMALISTE)                                                                        | 31.409     | 0,1  | Neu  | –       | Neu |
|                                | Bündnis für Innovation & Gerechtigkeit (BIG)                                                               | 31.114     | 0,1  | ▼0,1 | –       | ▬   |
|                                | Partei der Vernunft (PDV)                                                                                  | 29.046     | 0,1  | Neu  | –       | Neu |
|                                | Aktion Bürger für Gerechtigkeit (ABG)                                                                      | 26.501     | 0,1  | Neu  | –       | Neu |
|                                | Partei für schulmedizinische Verjüngungsforschung                                                          | 18.808     | 0,0  | ▼0,1 | –       | ▬   |
|                                | Deutsche Kommunistische Partei (DKP)                                                                       | 14.951     | 0,0  | ▬    | –       | ▬   |
|                                | Marxistisch-Leninistische Partei Deutschlands (MLPD)                                                       | 13.551     | 0,0  | ▬    | –       | ▬   |
|                                | Sozialistische Gleichheitspartei, Vierte Internationale (SGP)                                              | 5.926      | 0,0  | ▬    | –       | ▬   |
| Gesamt                         | Gesamt | 39.810.489 | 100  |      | 96      | ▬   |
|                                | |            |      |      |         |     |
| Ungültige Stimmen              | Ungültige Stimmen                                                                                          | 304.450    | 0,8  | ▼0,3 |         |     |
| Wähler                         | Wähler | 40.114.939 | 64,7 | ▲3,4 |         |     |
| Wahlberechtigte                | Wahlberechtigte                                                                                            | 61.963.020 |      |      |         |     |
|                                | |            |      |      |         |     |
| Quelle: Die Bundeswahlleiterin | |            |      |      |         |     |

### Alte und neue Bundesländer
| Europawahl in den alten Ländern und West-Berlin 2024Wahlbeteiligung: 64,6 % (+ 2,9 %) %403020100 32,115,013,213,05,74,42,92,72,28,2 UnionSPDGrüneAfDFDPBSWFWVoltLinkeSonst.jGewinne und Verlusteim Vergleich zu 2019 %p 6 4 2 0 −2 −4 −6 −8−10+1,6−1,6−9,3+4,2+0,1+4,4+0,7+2,0−1,6−0,5UnionSPDGrüneAfDFDPBSWFWVoltLinkeSonst.Anmerkungen:j darunter PARTEI 1,9 (–0,4), Tier 1,4 (±0,0), PdF 0,6 (neu), Familie 0,5 (–0,1), Piraten 0,5 (–0,2) | Europawahl in den neuen Ländern und Ost-Berlin 2024Wahlbeteiligung: 65,7 % (+ 5,5 %) %3020100 28,720,114,09,36,35,32,62,31,89,6 AfDCDUBSWSPDGrüneLinkeFDPPARTEIVoltSonst.jGewinne und Verlusteim Vergleich zu 2019 %p 14 12 10 8 6 4 2 0 −2 −4 −6 −8−10+7,6−1,4+14,0−2,9−5,3−8,1−1,8−0,5+1,2−2,8AfDCDUBSWSPDGrüneLinkeFDPPARTEIVoltSonst.Anmerkungen:j darunter FW 1,8 (–0,3) Tier 1,5 (–0,1), FAMILIE 1,1 (–0,4), Tierschutz hier! 0,6 (+0,2), BD 0,5 (neu), PdF 0,5 (neu), PIRATEN 0,5 (–0,1) |

### Bundesländer
| Europawahl 2024 – Baden-WürttembergWahlbeteiligung: 66,4 % 403020100 32,0 (+1,2)14,7 (+4,7)13,8 (−9,5)11,6 (−1,7)6,8 (± 0,0)4,5 (n. k.)3,8 (+0,6)2,5 (+1,8)1,9 (−1,2)8,3 (−0,2) CDUAfDGrüneSPDFDPBSWFWVoltLinkeSonst.2019  2024       | Europawahl 2024 – BayernWahlbeteiligung: 65,4 % 50403020100 39,7 (−1,0)12,6 (+4,1)11,8 (−7,3)8,9 (−0,4)6,8 (+1,5)3,9 (+0,5)3,8 (n. k.)2,4 (+1,7)1,9 (−1,2)8,0 (−2,1) CSUAfDGrüneSPDFWFDPBSWVoltÖDPSonst.2019  2024                      |
| Europawahl 2024 – BerlinWahlbeteiligung: 62,2 % 3020100 19,6 (−8,2)17,6 (+2,4)13,2 (−0,8)11,6 (+1,7)8,7 (n. k.)7,3 (−4,6)4,8 (+3,6)4,3 (−0,4)3,4 (−1,5)9,5 (−0,6) GrüneCDUSPDAfDBSWLinkeVoltFDPPARTEISonst.2019  2024                 | Europawahl 2024 – BrandenburgWahlbeteiligung: 67,5 % 3020100 27,5 (+7,6)18,4 (+0,4)13,8 (n. k.)13,1 (−4,1)6,0 (−6,3)4,4 (−7,9)3,2 (−1,2)2,3 (−0,1)2,1 (−0,1)9,0 (−2,1) AfDCDUBSWSPDGrüneLinkeFDPPARTEIFWSonst.2019  2024                |
| Europawahl 2024 – BremenWahlbeteiligung: 57,0 % 3020100 21,5 (−3,0)19,8 (−2,1)16,2 (−6,5)10,2 (+2,5)5,8 (−2,0)5,6 (n. k.)5,3 (+0,6)4,7 (+4,0)2,2 (−1,1)8,5 (+1,9) SPDCDUGrüneAfDLinkeBSWFDPVoltPARTEISonst.2019  2024                 | Europawahl 2024 – HamburgWahlbeteiligung: 66,0 % 403020100 21,2 (−10,0)18,7 (−1,1)18,4 (+0,7)8,0 (+1,5)7,0 (+1,4)6,0 (+4,8)5,1 (−1,9)4,9 (n. k.)2,5 (−1,3)8,1 (+1,1) GrüneSPDCDUAfDFDPVoltLinkeBSWPARTEISonst.2019  2024                |
| Europawahl 2024 – HessenWahlbeteiligung: 63,0 % 403020100 30,0 (+4,2)16,4 (−2,0)13,6 (+3,7)12,9 (−10,5)6,3 (−0,1)4,4 (n. k.)3,3 (+2,6)2,5 (−1,9)2,0 (+0,3)8,5 (−0,7) CDUSPDAfDGrüneFDPBSWVoltLinkeFWSonst.2019  2024                  | Europawahl 2024 – Mecklenburg-VorpommernWahlbeteiligung: 65,5 % 3020100 28,3 (+10,6)21,5 (−3,0)16,4 (n. k.)10,3 (−5,3)4,9 (−9,0)4,8 (−6,0)2,6 (−1,3)1,8 (−0,3)1,3 (+0,9)8,0 (−3,0) AfDCDUBSWSPDLinkeGrüneFDPPARTEIVoltSonst.2019  2024  |
| Europawahl 2024 – NiedersachsenWahlbeteiligung: 64,1 % 403020100 31,4 (+1,5)19,5 (−1,4)13,2 (+5,3)12,2 (−10,4)5,3 (+0,3)4,5 (n. k.)2,2 (+1,7)2,1 (−1,7)1,9 (−0,5)7,5 (+0,3) CDUSPDAfDGrüneFDPBSWVoltLinkePARTEISonst.2019  2024       | Europawahl 2024 – Nordrhein-WestfalenWahlbeteiligung: 63,3 % 403020100 31,2 (+3,3)17,2 (−2,0)13,5 (−9,7)12,6 (+4,1)6,3 (−0,4)4,4 (n. k.)2,8 (+2,1)2,1 (−2,1)2,0 (−0,3)7,8 (−0,1) CDUSPDGrüneAfDFDPBSWVoltLinkePARTEISonst.2019  2024    |
| Europawahl 2024 – Rheinland-PfalzWahlbeteiligung: 66,5 % 403020100 30,7 (−0,6)17,5 (−3,8)14,7 (+4,9)9,3 (−7,4)5,9 (+0,1)5,2 (+2,3)4,7 (n. k.)2,2 (+1,6)1,7 (−1,4)8,3 (−0,9) CDUSPDAfDGrüneFDPFWBSWVoltLinkeSonst.2019  2024           | Europawahl 2024 – SaarlandWahlbeteiligung: 68,0 % 403020100 29,3 (−3,2)20,5 (−2,6)15,7 (+6,1)7,9 (n. k.)6,6 (−6,6)4,7 (+1,0)2,3 (−0,2)2,0 (−4,0)2,0 (± 0,0)9,2 (+1,8) CDUSPDAfDBSWGrüneFDPPARTEILinkeTierschutzSonst.2019  2024         |
| Europawahl 2024 – SachsenWahlbeteiligung: 69,3 % 403020100 31,8 (+6,5)21,8 (−1,2)12,6 (n. k.)6,9 (−1,7)5,9 (−4,4)4,9 (−6,8)2,4 (−2,3)2,4 (−0,5)2,4 (−0,5)9,0 (−1,5) AfDCDUBSWSPDGrüneLinkeFDPFWPARTEISonst.2019  2024                 | Europawahl 2024 – Sachsen-AnhaltWahlbeteiligung: 62,1 % 403020100 30,5 (+10,1)22,8 (−0,4)15,0 (n. k.)8,7 (−3,9)4,8 (−9,6)3,9 (−5,3)2,5 (−2,4)1,9 (−0,4)1,6 (−0,1)8,4 (−3,0) AfDCDUBSWSPDLinkeGrüneFDPPARTEITierschutzSonst.2019  2024   |
| Europawahl 2024 – Schleswig-HolsteinWahlbeteiligung: 64,4 % 403020100 30,2 (+4,0)16,7 (−0,4)15,4 (−13,7)12,2 (+4,8)6,3 (+0,4)4,1 (n. k.)2,5 (+1,9)2,3 (−1,4)2,1 (−0,2)8,1 (+0,5) CDUSPDGrüneAfDFDPBSWVoltLinkePARTEISonst.2019  2024  | Europawahl 2024 – ThüringenWahlbeteiligung: 61,9 % 403020100 30,7 (+8,2)23,2 (−1,5)15,0 (n. k.)8,2 (−2,8)5,7 (−8,1)4,2 (−4,4)2,0 (−2,4)2,0 (−0,4)1,8 (−0,6)7,2 (−1,5) AfDCDUBSWSPDLinkeGrüneFDPPARTEIFWSonst.2019  2024                 |

### Stimmenanteil der Parteien nach Landkreisen
Die folgenden Karten zeigen, mit welchem Ergebnis die Parteien, die in das Europäische Parlament eingezogen sind, in den einzelnen Landkreisen abgeschnitten haben. Die Familien-Partei und Partei des Fortschritts erhielten in keinem Landkreis mehr als zwei Prozent der Stimmen.

CDU/CSU
AfD
SPD
Grüne
BSW
FDP
Die Linke
Freie Wähler
Volt
Die PARTEI
Tierschutzpartei
ÖDP

## Fraktionen im Europaparlament
| Fraktion                       | Fraktion                                               | Mandate | Partei                             | Partei                                      | Mandate |
| ------------------------------ | ------------------------------------------------------ | ------- | ---------------------------------- | ------------------------------------------- | ------- |
|                                | Fraktion der Europäischen Volkspartei                  | 31 / 96 |                                    | Christlich Demokratische Union Deutschlands | 23 / 96 |
|                                | Fraktion der Europäischen Volkspartei                  | 31 / 96 | Christlich-Soziale Union in Bayern | 6 / 96                                      |         |
|                                | Fraktion der Europäischen Volkspartei                  | 31 / 96 | Ökologisch-Demokratische Partei    | 1 / 96                                      |         |
|                                | Fraktion der Europäischen Volkspartei                  | 31 / 96 | Familien-Partei Deutschlands       | 1 / 96                                      |         |
|                                | Die Grünen/Europäische Freie Allianz                   | 15 / 96 |                                    | Bündnis 90/Die Grünen                       | 12 / 96 |
|                                | Die Grünen/Europäische Freie Allianz                   | 15 / 96 | Volt Deutschland                   | 3 / 96                                      |         |
|                                | Europa der Souveränen Nationen                         | 14 / 96 |                                    | Alternative für Deutschland                 | 14 / 96 |
|                                | Fraktion der Progressiven Allianz der Sozialdemokraten | 14 / 96 |                                    | Sozialdemokratische Partei Deutschlands     | 14 / 96 |
|                                | Fraktionslose                                          | 10 / 96 |                                    | Bündnis Sahra Wagenknecht                   | 6 / 96  |
|                                | Fraktionslose                                          | 10 / 96 | Die PARTEI                         | 2 / 96                                      |         |
|                                | Fraktionslose                                          | 10 / 96 | Partei des Fortschritts            | 1 / 96                                      |         |
|                                | Fraktionslose                                          | 10 / 96 | Alternative für Deutschland        | 1 / 96                                      |         |
|                                | Renew Europe                                           | 8 / 96  |                                    | Freie Demokratische Partei                  | 5 / 96  |
|                                | Renew Europe                                           | 8 / 96  | Freie Wähler                       | 3 / 96                                      |         |
|                                | Die Linke im Europäischen Parlament – GUE/NGL          | 4 / 96  |                                    | Die Linke                                   | 2 / 96  |
|                                | Die Linke im Europäischen Parlament – GUE/NGL          | 4 / 96  | Partei Mensch Umwelt Tierschutz    | 1 / 96                                      |         |
|                                | Die Linke im Europäischen Parlament – GUE/NGL          | 4 / 96  | Unabhängig                         | 1 / 96                                      |         |
|                                |                                                        |         |                                    |                                             |         |
| Quelle: Europäisches Parlament |                                                        |         |                                    |                                             |         |